# Гай Корнелій Галлікан
Гай Корнелій Галлікан (лат. Gaius Cornelius Gallicanus; ? — після 102) — державний діяч Римської імперії, консул-суффект 84 року.

## Життєпис
Про його походження відсутні відомості. Належав до стану вершників. У 69 році під час війни за владу підтримав Веспасіана. За це останній після своєї перемоги та здобуття імператорського трону надав сенатський статус.
У 79—80 роках керував провінцією Бетікою як проконсул. У 80—83 роках керував провінцією Лугдунська Галлія як імператорський легат. У 84 році став консулом-суффектом разом з Гаєм Плотієм Фірмом.
У 98—99 року керував як проконсул провінцією Африка. Водночас у 98-102 роках призначено куратором аліментаційного фонду, що опікувався сиротами. Про подальшу долю Галлікана нічого невідомо.

## Родина
Про його дружину відсутні відомості. Втім, відповідно до нарисів Флегонта Тралльського, у 65 році дружина Гая Корнелія народила сина з головою Анубіса, тобто якогось мутанта або з якоюсь дивною вадою.